# Inevitable Grace
Pour plus de détails, voir Fiche technique et Distribution.
Inevitable Grace est un film américain de Alex Monty Canawati, sorti en 1994.

## Fiche technique
- Titre : Inevitable Grace
- Réalisation : Alex Monty Canawati
- Scénario : Alex Monty Canawati et Jaid Barrymore
- Musique : Christopher Whiffen
- Photographie : Christian Sebaldt
- Montage : Grace Valenti
- Production : Christian Capobianco
- Pays :  États-Unis
- Genre : Drame et thriller
- Durée : 103 minutes
- Dates de sortie : 
  -  États-Unis : 11 février 1994

## Distribution
- Maxwell Caulfield : Adam Cestare
- Stephanie Knights : Dr. Lisa Kelner
- Jennifer Nicholson : Veronica
- Tippi Hedren : Dr. Marcia Stevens
- Taylor Negron : Mr. Lacon
- Jaid Barrymore : Miss Lustig
- John Pearson : Phillip
- Sylvia B. Suarez : Simone
- Andrea King : Dorothy
- Samantha Eggar : Britt
- Victoria Sellers : Jacqueline